# Elina Svitolinová
Elina Svitolinová (ukrajinsky Еліна Михайлівна Світоліна, Elina Mychajlivna Svitolina, * 12. září 1994 Oděsa) je ukrajinská profesionální tenistka, juniorská vítězka French Open 2010 a vůbec první hráčka z Ukrajiny v elitní světové desítce žebříčku WTA, do níž se posunula v únoru 2017. Na Letních olympijských hrách 2020 vybojovala první ukrajinskou medaili z tenisových soutěží, když si odvezla bronzový kov z dvouhry. Ve své dosavadní kariéře vyhrála na okruhu WTA Tour osmnáct turnajů ve dvouhře, včetně vítězství na Turnaji mistryň 2018 a čtyř triumfů v kategorii WTA 1000. Dvě turnajová vítězství přidala ze čtyřhry. V sérii WTA 125K ovládla punécký Royal Indian Open 2012. V rámci okruhu ITF získala šest titulů ve dvouhře a dva ve čtyřhře.
Na žebříčku WTA byla ve dvouhře nejvýše klasifikována v září 2017 na 3. místě a ve čtyřhře pak v květnu 2015 na 108. místě. Na počátku sezóny 2020 ji začal trénovat Kypřan Marcos Baghdatis. V letech 2014–2016 tuto roli plnil Iain Hughes, v sezóně 2016 bývalá světová jednička Justine Heninová, poté Španěl Gabriel Urpi s Francouzem Thierrym Ascionem a v roce 2019 Andrew Bettles. V počáteční fázi kariéry byli kouči Andrej Lucenko a Sebastien Mattieu.
V ukrajinském týmu Billie Jean King Cupu debutovala v roce 2012 dubnovým utkáním baráže o Světovou skupinu proti Spojeným státům, v němž prohrála obě dvouhry se Serenou Williamsovou i Christinou McHaleovou. Do září 2025 v soutěži nastoupila k dvaceti mezistátním utkáním s bilancí 17–9 ve dvouhře a 0–2 ve čtyřhře.
Ukrajinu reprezentovala na Letních olympijských hrách 2016 v Riu de Janeiru, kde v ženské dvouhře startovala jako patnáctá nasazená. Ve třetím kole porazila poprvé v kariéře světovou jedničku, když na ni nestačila obhájkyně titulu Serena Williamsová. Ve čtvrtfinále však byla nad její síly Petra Kvitová. Do ženské čtyřhry nastoupila s Olgou Savčukovou. Soutěž opustily po prohře v úvodním kole od českého páru Andrea Hlaváčková a Lucie Hradecká. Zúčastnila se také Her XXXII. olympiády v Tokiu, které byly o rok odloženy pro koronavirovou pandemii. V singlové soutěži získala bronzovou medaili po výhře nad Kazachstánkou Jelenou Rybakinovou. V tokijském deblu vypadla po boku Dajany Jastremské v úvodním kole.

## Tenisová kariéra
Debutový turnaj na okruhu ITF odehrála v sezóně 2008 v ukrajinském Charkově. Premiérový titul ze čtyřhry si připsala na stejném turnaji v roce 2010, když byla její spoluhráčkou krajanka Kateryna Kozlovová. První vítězství ve dvouhře přišlo na istanbulském turnaji v srpnu 2011 poté, co ve finále přehrála Slovinku Anju Prislanovou.
Na French Open 2010 vyhrála dvouhru juniorky po finálovém triumfu nad tuniskou hráčkou Ons Džabúrovou. V boji o singlový juniorský titul ve Wimbledonu 2012 nestačila na Kanaďanku Eugenii Bouchardovou. Na US Open 2012 postoupila z kvalifikace do hlavní soutěže ženské dvouhry, kde v úvodním kole podlehla Srbce Aně Ivanovićové. První kolo nepřešla ani na Australian Open 2013, když nenašla recept na favorizovanou pátou nasazenou Angelique Kerberovou.
Premiérový triumf na okruhu WTA Tour vybojovala na listopadovém Royal Indian Open 2012 v indickém Puné, turnaji hraném v rámci úvodního ročníku série WTA 125K. Ve finále si poradila s Japonkou Kimiko Dateovou Krummovou. Druhý titul přidala na červencovém Baku Cupu 2013, když ve finále zdolala izraelskou hráčku Šachar Pe'erovou ve dvou setech. V osmnácti letech se tak stala první teenagerkou od února 2012, která vyhrála titul na tomto ženském okruhu. Bodový zisk ji posunul o třicet dva míst výše a v následné klasifikaci WTA z 29. července 2013 figurovala na 49. příčce.
Na Australian Open 2014 na úvod přehrála dvojnásobnou grandslamovou šampiónku a turnajovou devatenáctku Světlanu Kuzněcovovou. Po výhře nad Australankou, hrající na divokou kartu, Olivií Rogowskou si poprvé v kariéře zahrála třetí kolo majoru, v němž ji po dvousetovém průběhu vyřadila třináctá nasazená Američanka Sloane Stephensová. Debutovou trofej ze čtyřhry WTA Tour si odvezla v červenci, když v páru s japonskou hráčkou Misaki Doiovou ovládly İstanbul Cup 2014, hraný na tvrdém povrchu. Ve finále zdolaly gruzínsko-polský pár Oxana Kalašnikovová a Paula Kaniová.
Na srpnovém Cincinnati Masters 2014 zaznamenala první vítězný zápas nad hráčkou elitní desítky, když ve druhém kole vyřadila čerstvou wimbledonskou šampiónku Petru Kvitovou. Poprvé také prošla do čtvrtfinále události z kategorie Premier 5, v němž nestačila na Anu Ivanovićovou ve dvou sadách. Premiérové semifinále turnaje Premier 5 pak dosáhla na Wuhan Open 2014, když cestou pavoukem na její raketě zůstaly Camila Giorgiová, Sabine Lisická, odstoupivší Garbiñe Muguruzaová a ve čtvrtfinále světová osmička Angelique Kerberová. V semifinále však nad její síly byla turnajová trojka Petra Kvitová, které podlehla ve dvou sadách.

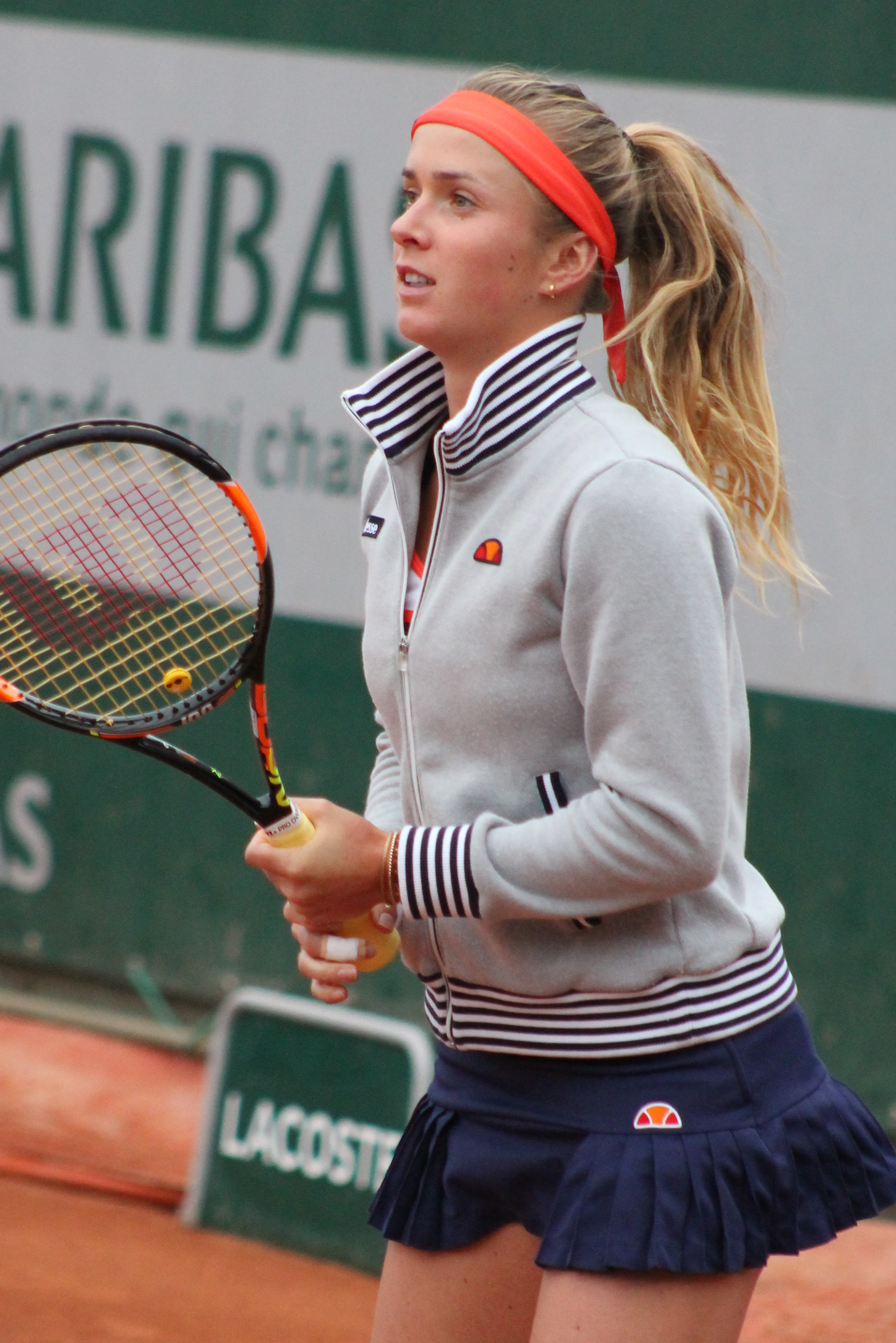
Na French Open 2015 poprvé postoupila do čtvrtfinále grandslamu

Třetí singlovou trofej vybojovala na marocké antuce, když na květnovém Grand Prix SAR La Princesse Lalla Meryem 2015 ve finále zdolala Maďarku Tímeu Babosovou. Zisk 280 bodů ji v následné klasifikaci žebříčku WTA ze 4. května 2015 posunul na dosavadní kariérní maximum, když figurovala na 21. místě, o týden později pak na 19. příčce.
Na únorovém Taiwan Open 2017 vybojovala pátý vavřín po finálové výhře nad Číňankou Pcheng Šuaj. Série neporazitelnosti pokračovala dvěma fedcupovými výhrami ve druhé světové skupině proti Austrálii a také na navazujícím Dubai Tennis Championships 2017 z kategorie Premier 5. V semifinále vyřadila potřetí za sebou, v rozmezí několika měsíců, světovou dvojku Angelique Kerberovou. Dvousetová finálová výhra nad dánskou turnajovou desítku Caroline Wozniackou znamenala zisk 900 bodů. Ten jí zajistil jako vůbec první ukrajinské tenistce v historii, premiérový průnik do elitní světové desítky žebříčku WTA, když se 27. února 2017 posunula z 13. na 10. příčku s minimální ztrátou 25 bodů za osmou Kuzněcovovou. Stala se tak 120 členkou elitního klubu hráček Top 10 od zavedení klasifikace v roce 1975.
Ve čtvrtfinále květnového Internazionali BNL d'Italia 2017 v Římě vyřadila třetí hráčku žebříčku Karolínu Plíškovou, jíž dokázala porazit po sérii pěti vzájemných proher. Snížila tak pasivní bilanci utkání na 2–5. Po semifinálové skreči
Španělky Garbiñe Muguruzaové během úvodní sady prošla do finálového duelu. V něm přehrála rumunskou světovou čtyřku Simonu Halepovou po třísetovém průběhu. Jako první tenistka si v sezóně 2017 připsala čtvrté turnajové vítězství s bilancí výher a proher 31–6. Bodový zisk jí zajistil návrat do elitní desítky žebříčku a posun na kariérní maximum, když jí po turnaji patřilo 6. místo.

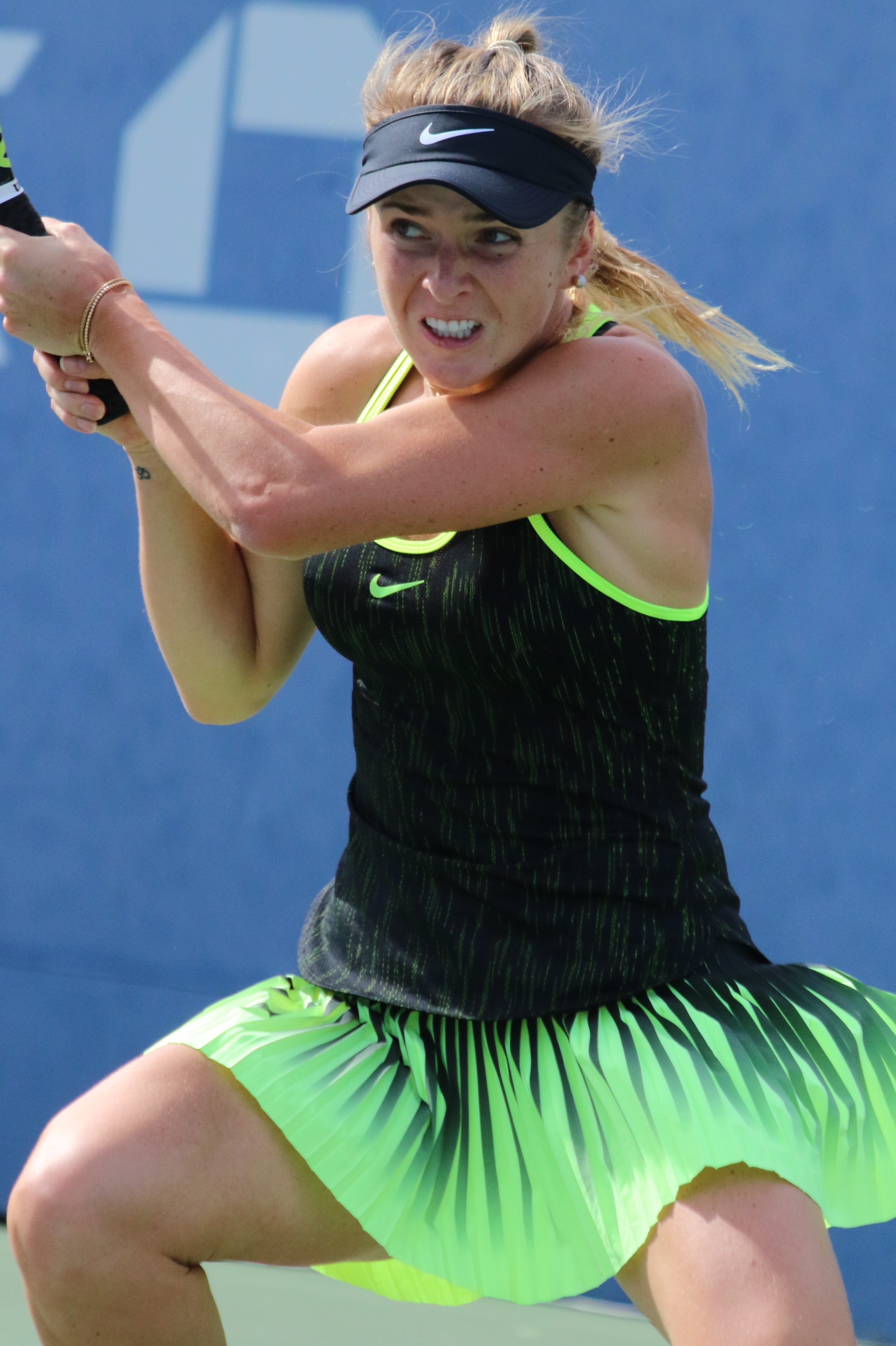
Bekhend na US Open 2016

Po dvou letech opět vypadla ve čtvrtfinále French Open 2017, kde hrála jako světová šestka a pátá nasazená. V zápase dvou nejlepších antukářek odehrané části sezóny přitom již nad Halepovou vedla 6–3 a 5–1. Dominantním nástupem si vypracovala vedení 5–0 a jeden míč ji dělil od udělení „kanára“. Po zisku úvodní sady 6–3 kontrolovala průběh i ve druhém setu, v němž vedla již 5–1 na gamy a mířila k postupu. Rumunka však dokázala průběh tohoto dějství otočit a vypracovat si tři setboly za stavu 6–5 a 40:0. Poté, co neproměnila žádný z nich a ani čtvrtý při výhodě, hru ztratila. Vyrovnávající sadu si však připsala v tiebreaku. Ve třetím setu už Halepová řídila hru a Svitolinovou vyvedenou z konceptu deklasovala za 23 minut poměrem 6–0, když se dopustila jen jedné nevynucené chyby při osmi vítězných míčích. Aktivní bilanci vzájemných utkání zvýšila na 3–1.

### 2018: Vítězka Turnaje mistryň a obhajoby v Dubaji a Římě
V úvodu sezóny triumfovala na Brisbane International po finálové výhře nad kvalifikantkou Aljaksandrou Sasnovičovou, která na ni uhrála jen tři gamy. Svou první čtvrtfinálovou účast na Australian Open nevylepšila, když podlehla Elise Mertensové. Třetí kolo Qatar Total Open pro ni znamenalo vyřazení od pozdější šampionky Petry Kvitové. Naopak přemožitelku nenalezla v pavouku Dubai Tennis Championships a po finálovém vítězství nad Darjou Kasatkinovou obhájila trofej. Vyhrála tak sedmé finále v řadě. Na BNP Paribas Open odešla poražena ve třetí fázi od Carly Suárezové Navarrové a z navazujícího Miami Open ve čtvrtfinále s Jeļenou Ostapenkovou.

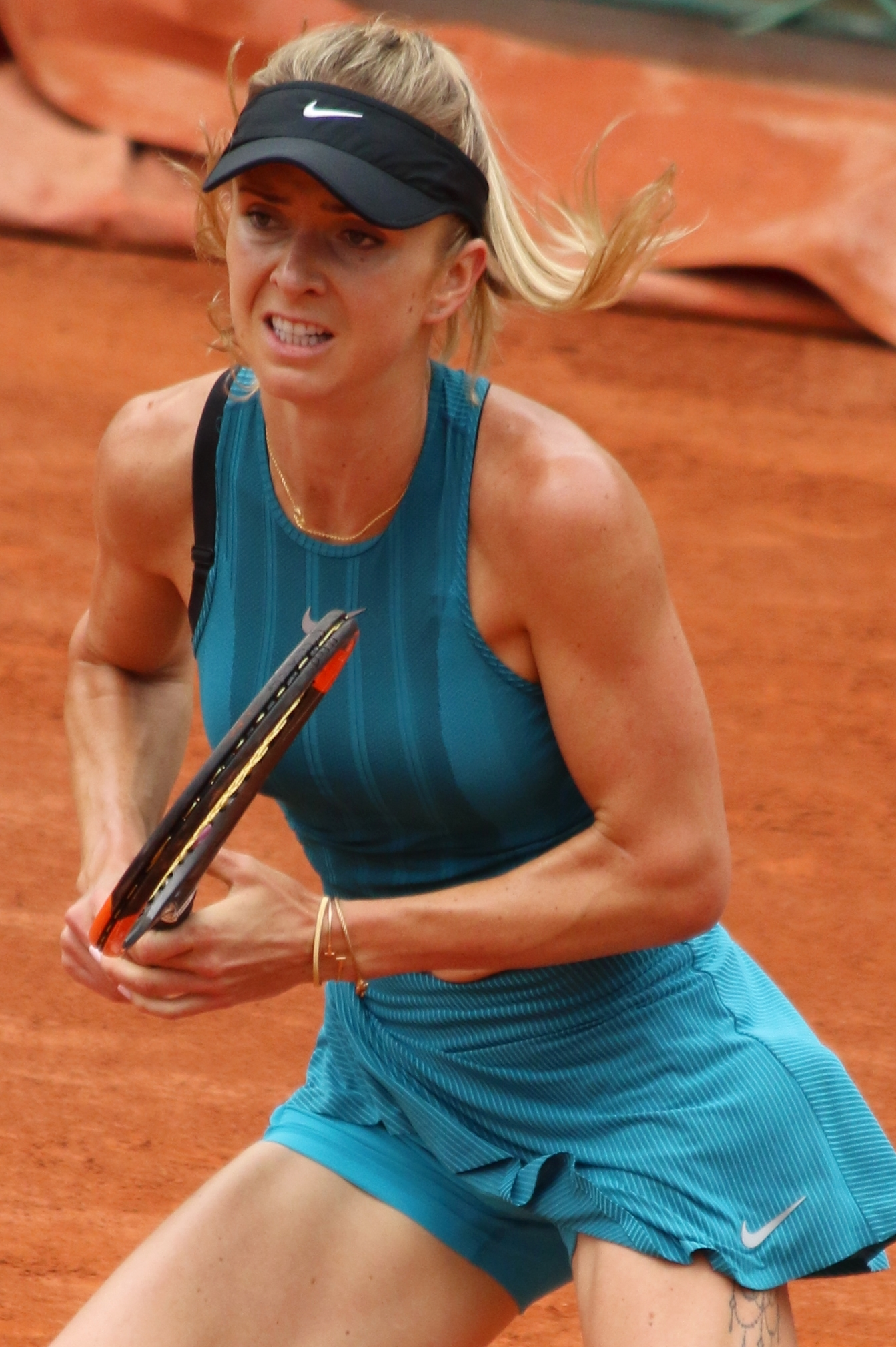
Na French Open prohrála ve třetím kole s Mihaelou Buzărnescuovou

Antukovou část rozehrála čtvrtfinálovou prohrou s Caroline Garciaovou na stuttgartském Porsche Tennis Grand Prix. Následně opět nenašla recept na Suárezovou Navarrovou, která ji zastavila ve druhém utkání dvouhry Mutua Madrid Open. V repríze finále římského Internazionali BNL d'Italia opět zdolala světovou jedničku Simonu Halepovou, čímž obhájila druhý titul v probíhající sezóně. Grandslamové French Open však opustila již ve třetím kole po prohře od Mihaely Buzărnescuové. Tato Rumunka jí uštědřila druhou porážku za sebou, ve čtvrtfinále travnatého Nature Valley Classic v Birminghamu. Ve Wimbledonu nenašla v úvodním kole recept na čerstvou mallorskou šampionku Tatjanu Mariovou.
Letní US Open Series otevřela semifinálovou účastí na Rogers Cupu, kde nestačila na Sloane Stephensovou. O jedno kolo horšího výsledku dosáhla na cincinnatském Western & Southern Open, porážkou od pozdější vítězky Kiki Bertensové. Podruhé v řadě se probojovala do osmifinále US Open, v němž ji stopku vystavila Anastasija Sevastovová po třísetovém průběhu. Nevýrazné výkony se dostavily v podzimní asijské túře, s vyřazeními v úvodních kolech Wuhan Open od pozdější šampionky Aryny Sabalenkové i pekingského China Open od Aleksandry Krunićové. V utkání přitom ztratila vedení 6–0 a 3–0 na gamy. Do čtvrtfinále se podívala během Hong Kong Tennis Open. V něm její cestu pavoukem uzavřela Wang Čchiang. Stále však neměla jistotu startu na Turnaji mistryň, kterou získala až časnými prohrami Plíškové s Bertensovou na moskevském Kremlin Cupu, kde absentovala.
Na singapurském WTA Finals, kde startovala jako světová sedmička, nejdříve ovládla bílou základní skupinu, v níž porazila všechny tři soupeřky, Wozniackou, Plíškovou i Kvitovou. V semifinále sehrála vyrovnané třísetové klání s Nizozemkou Bertensovou, které vyznělo v její prospěch. Ve finále pak zdolala americkou šestou hráčku žebříčku Sloane Stephensovou ve třech sadách a připsala si třináctý singlový titul na okruhu WTA Tour. Stala se tak první ukrajinskou šampionkou Turnaje mistryň. Jako neporažená vítězka si připsala 1 500 bodů, s posunem na čtvrtou příčku žebříčku.

### 2021: Olympijská medaile a propad mimo top 10
Netradiční začátek sezóny v Abú Zabí představoval prohru ve čtvrtfinále na raketě Veroniky Kuděrmetovové v tiebreak třetího setu. Ve stejné fázi skončila o měsíc později na jediném australském přípravném turnaji Gippsland Trophy, kde ji vyřadila pozdější šampionka Elise Mertensová. Netradiční únorové Australian Open pro ni ukončila v osmifinále nenasazená Američanka Jessica Pegulaová.
Arabské Qatar Total Open i Dubai Tennis Championships pro ni skončily po druhém, resp. prvním zápase, přestože na obou turnajích startovala jako nejvýše nasazená. O něco lépe si vedla v Miami, kde poprvé v sezóně postoupila do semifinále, v němž podlehla světové jedničce Ashleigh Bartyové. Stejným výsledkem pro ni skončila první antuková událost roku Porsche Tennis Grand Prix ve Stuttgartu. Mezi osm nejlepších postoupila i v oblíbeném Římě, kde ji zastavila pozdější polská vítězka turnaje Iga Świąteková. Na French Open skončila ve třetím kole, když nestačila na další následnou vítězku turnaje Barboru Krejčíkovou. Travnaté turnaje opustila v negativní bilancí dvou výher a tří porážek, když ve Wimbledonu podlehla ve druhém kole Polce Magdě Linetteové ve dvou setech.

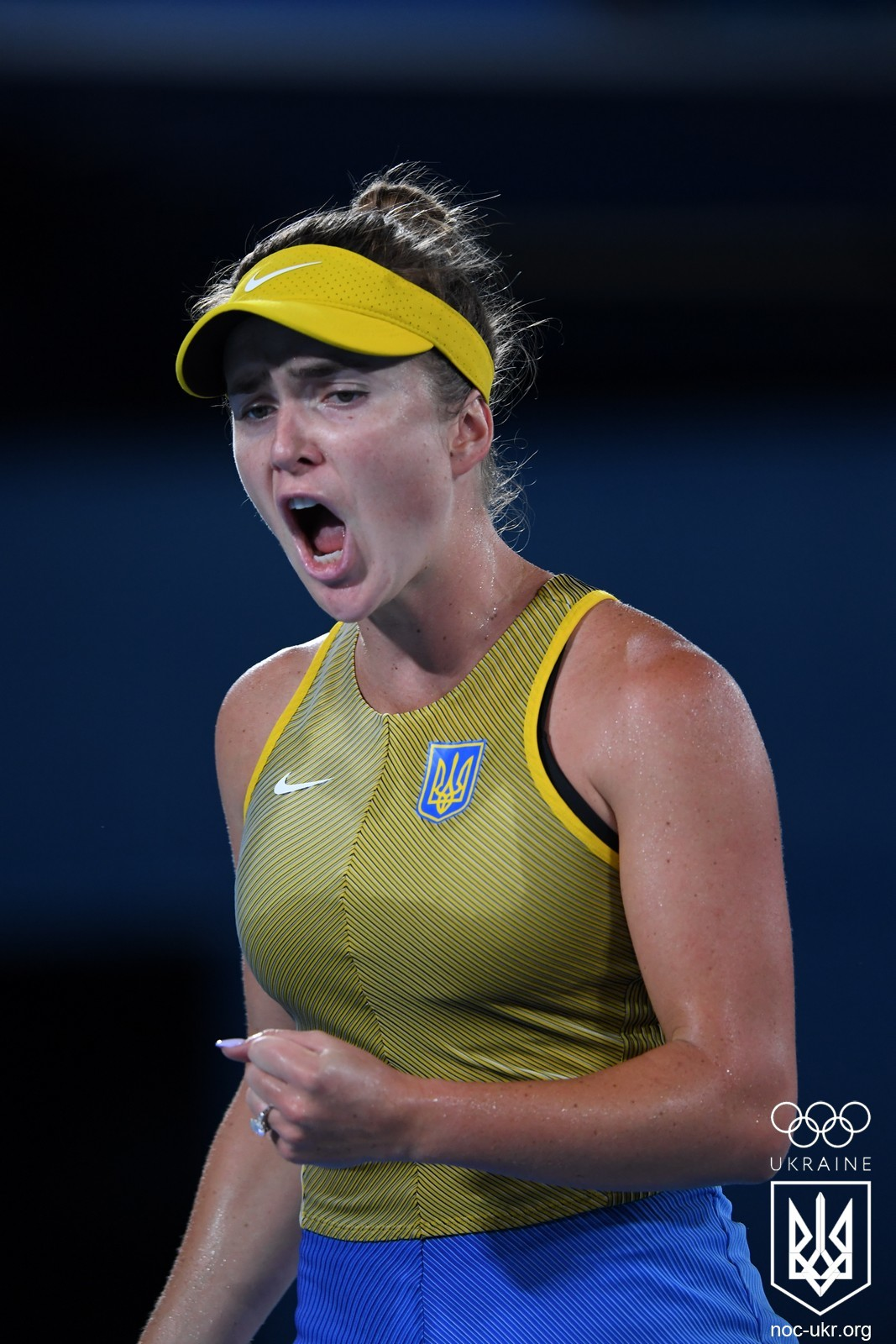
Svitolinová na tokijských Letních olympijských hrách

Následně se zúčastnila Her XXXII. olympiády v Tokiu. V singlové soutěži hrála jako čtvrtá nasazená. Po třech třísetových výhrách postoupila podruhé za sebou na olympijském turnaji mezi poslední osmičku. Tam zdolala Camilu Giorgiovou. V semifinále jí k boji pouze o třetí místa odkázala Češka startující díky chráněnému žebříčku Markéta Vondroušová. V duelu o bronzovou medaili za dvě a půl hodiny přehrála Jelenu Rybakinovou, přestože Rybakinonvá vedla již 6–1 a 3–1 a ve třetím setu pak 3–0 a 40:15 při podání Svitolinové. Pro Ukrajinu získala první olympijskou medaili v tenise. V tokijském deblu vypadla po boku Dajany Jastremské v úvodním kole.
Po návratu do Severní Ameriky prohrála po volných losech vždy ve druhém kole. V Motreálu byla nad její síly Johanna Kontaová, v Cincinnati pak Angelique Kerberová. Těsně před US Open získala 16. kariérní titul, když na nově zařazeném Chicago Women's Open v boji o titul porazila Francouzku Alizé Cornetovou. Nejlepší výsledek v probíhající sezóně na grandslam zaznamenala na US Open, kde postoupila do čtvrtfinále. V něm ji porazila 19letá Leylah Fernandezová, když o vítězce rozhodlo zkrácená hra třetího setu.
V boji o postupové místo na Turnaj mistryň skončila na 13. místě. Díky odhlášení tenistek mohla plnit roli náhradnice, sama se však rozhodla do mexické Guadalajary necestovat. Sezónu ukončila na 15. místě.

### 2022: Těhotěnství a přerušení kariéry
Během australské šňůry odešla poražena v prvních kolech na obou turnajích v Adelaide. Do třetího kola postoupila na Australian Open, ve kterém ji za hodinu hry vyřadila Viktoria Azarenková, na kterou uhrála jenom dvě hry. Jedinou další vítěznou šňůru zápasů zaznamenala na Monterrey Open, kde ji ve čtvrtfinále vyřadila Kolumbijka Camila Osoriová. Turnaj se odehrál jenom několik dní po vypuknutí ruské invaze na Ukrajinu. V prvním kole původně odmítla nastoupit k utkání proti Rusce Anastasiji Potapovové, pokud WTA neumožní nastoupit hráčkám z Ruska a Běloruska pouze pod neutrálními vlajkami. Celou finanční odměnu, kterou obdržela za postup do čtvrtfinále, poslala na pomoc Ukrajině.
Velké podniky v Indian Wells a Miami představovaly prohry v úvodních kolech. Koncem března se kvůli zdravotním problémům, především bolesti zad, a emočnímu vyčerpání v důsledku událostí na Ukrajině rozhodla, že vynechá jarní antukové turnaje. V květnu pak na sociálních sítích oznámila, že je těhotná.

### 2023: Semifinalistka Wimbledonu po dubnovém návratu na dvorce
Na kurty se vrátila po více než roce od posledního zápasu, a pět měsíců po porodu, na Credit One Charleston Open hraném na zelené antuce. V prvním kole podlehla Kazachstánce Julii Putincevové ve třech setech. První výhry na okruhu WTA po návratu se dočkala ve Štrasburku, když porazila Američanku Louisou Chiricovou. V semifinále otočila nepříznivě se vyvíjející utkání proti Francouzce Burelové, která vedla již 6–4 a 4–1. Své jubilejní 20. finále proměnila po finálové výhře nad Annou Blinkovovou v sedmnáctý kariérní titul. Bodový zisk jí zajistil posun z 508. pozice do druhé světové stovky žebříčku WTA. Při závěrečném ceremoniálu uvedla, že veškeré odměny obdržené za vítězství daruje dětem zasaženým invazí Ruska na Ukrajinu.

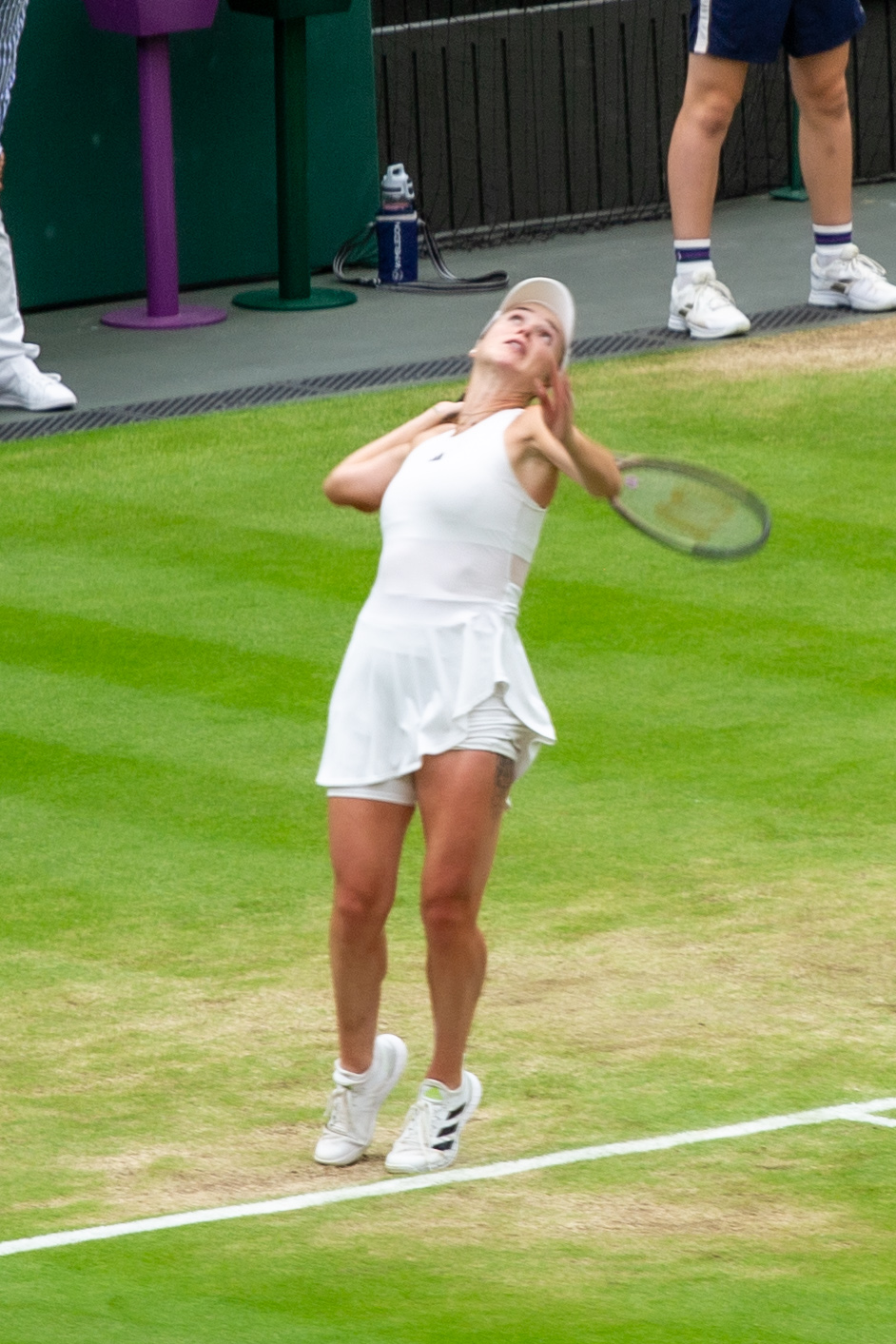
Svitolinová v semifinále Wimbledonu

Dobrou formu potvrdila na French Open, kde startovala díky chráněnému žebříčku. Na úvod vyřadila obhájkyni semifinálové účasti Martinu Trevisanovou, ve třetím kole po týdnu opět Blinkovovou a v osmifinále světovou devítku Darju Kasatkinovou, čímž si zajistila účast ve čtvrtém čtvrtfinále na pařížském majoru. V něm ji zastavila světová dvojka Aryna Sabalenková.
Do Wimbledonu vstoupila výhrou v souboji dvou hráček startujících na divokou kartu. Čtyři prolomená podání znamenala postup přes 43letou Venus Williamsovou. Na její raketě dále dohrály 28. nasazená Belgičanka Elise Mertensová a americká kvalifikantka Sofia Keninová. V osmifinále na šestý pokus poprvé porazila Viktorii Azarenkovou, když závěrečný supertiebreak třetí sady získala těsným poměrem 11:9. Ve čtvrtfinále pak zdolala úřadující světovou jedničku Igu Świątekovou. O výhře rozhodla dvěma prolomenými podáními v z rozhodující sadě. Polce oplatila prohru z jediného předchozího duelu na Italian Open 2021 a dosáhla sedmé výhry nad úřadující světovou jedničkou, první od vítězství nad Halepovou na Italian Open 2018. Na cestě do druhého semifinále v All England Clubu vyřadila čtyři grandslamové šampionky, což se v otevřené éře grandslamů podařilo jen Sereně Williamsové na US Open 1999 a Justine Heninové na Roland Garros 2005. V open éře se stala teprve třetí wimbledonskou čtvrtfinalistkou i semifinalistkou hrající na divokou kartu, když navázala na Čeng Ťie z roku 2008 a Lisickou z roku 2011. Ve svém třetím kariérním semifinále na grandslamu podlehla v prvním semifinále dvou nenasazených hráček v otevřené éře Češce Markétě Vondroušové ve dvou setech. Bodový zisk jí vrátil do první světové třicítky.

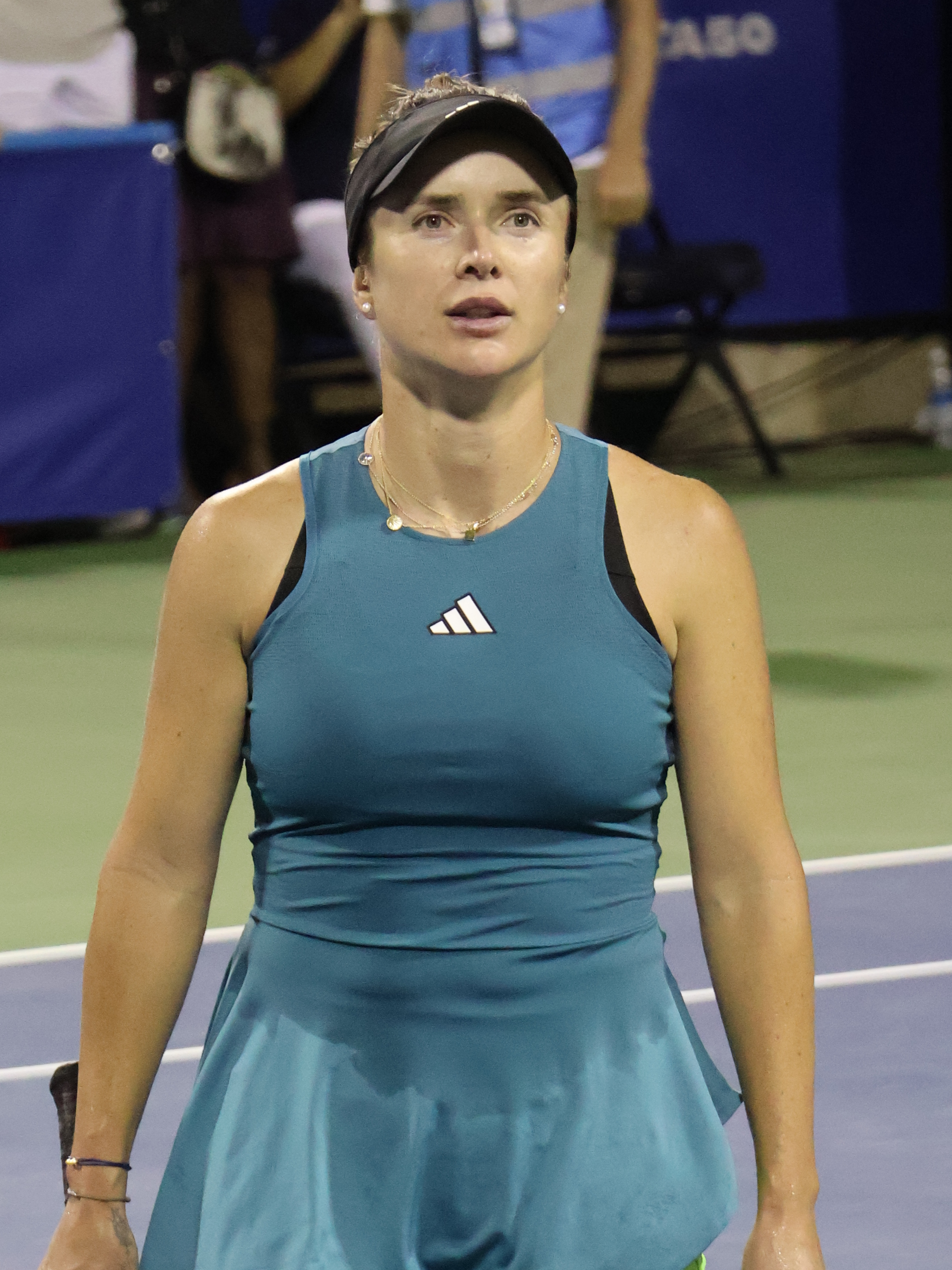
Svitolinová na Washington Open

Azarenkovou a Kasatkinovou znovu porazila na Washington Open, než jí mezi poslední osmičkou porazila nejvýše nasazená Jessica Pegulaová. Již v prvním se rozloučila s kanadským National Bank Open a kvůli zranění chodidla vynechala Western & Southern Open. Na US Open, kde hrála už opět jako nasazená, skončila ve třetím kole na raketě Pegulaové po třísetovém duelu.

### 2024: Návrat do první dvacítky
Sezónu zahájila jako druhá nasazená na ASB Classic, kde porazila taktéž na kurty se vracející po mateřské pauze Dánku Caroline Wozniackou a po zranění vracející se Emmu Raducanuovou, aby postoupila až do finále. V něm podlehla světové trojce světová trojka Coco Gauffové. Jednalo se o její teprve čtvrté prohrané finále z jednadvaceti kariérních finálových účastí. Na Australian Open po třech dvousetových výhrách postoupila potřetí do osmifinále australského majoru. V boji o postup do čtvrtfinále vzdala po třech odehraných gamech souboj s Češkou Lindou Noskovou pro bodavou bolest zad.

## Soukromý život
Tenis začala hrát v pěti letech.
Během Australian Open 2019 oznámila vztah s francouzským tenistou Gaëlem Monfilsem. Na sociálních sítích začala používat příjmení Monfilsová, ale na tenisových okruzích setrvala u příjmení Svitolinová. Po dvouletém vztahu oznámili rozchod, aby se následně po šesti týdnech v dubnu 2021 zasnoubili. Během července téhož roku se ve Švýcarsku uskutečnil sňatek. V květnu 2022 přerušila svoji tenisovou kariéru pro těhotenství a dcera Skaï Monfilsová se narodila v říjnu téhož roku. Na dvorce se vrátila v dubnu 2023 na Charleston Open.
Během února po vypuknutí ruské invaze na Ukrajinu se stala jednou z nejvýraznějších tenisových tváří, které požadovaly vyloučení ruských a běloruských sportovců. Na Monterrey Open odmítla nastoupit k utkání proti Rusce Anastasiji Potapovové, pokud WTA neumožní nastoupit hráčkám z Ruska a Běloruska pouze pod neutrálními vlajkami. Ženská tenisová organizace, stejně jako její mužská verze, a Mezinárodní tenisová federace, následně k tomuto kroku skutečně přistoupily. Svitolinová tak do turnaje zasáhla a celou finanční odměnu, kterou obdržela za postup do čtvrtfinále, poslala na pomoc Ukrajině.

## Finále Turnaje mistryň

### Dvouhra: 2 (1–1)
| Stav       | č. | datum             | turnaj                    | povrch    | soupeřka ve finále | výsledek      |
| ---------- | -- | ----------------- | ------------------------- | --------- | ------------------ | ------------- |
| Vítězka    | 1. | 28. října 2018    | WTA Finals, Singapur      | tvrdý (h) | Sloane Stephensová | 3–6, 6–2, 6–2 |
| Finalistka | 1. | 3. listopadu 2019 | WTA Finals, Šen-čen, Čína | tvrdý (h) | Ashleigh Bartyová  | 4–6, 3–6      |

## Zápasy o olympijské medaile

### Ženská dvouhra: 1 (1 bronz)
| Stav  | rok  | místo konání    | povrch | soupeřka          | výsledek           |
| ----- | ---- | --------------- | ------ | ----------------- | ------------------ |
| Bronz | 2020 | Tokio, Japonsko | tvrdý  | Jelena Rybakinová | 1–6, 7–6(7–5), 6–4 |

## Finále na okruhu WTA Tour
| Legenda                                          |
| ------------------------------------------------ |
| D – dvouhra; Č – čtyřhra                         |
| Grand Slam (0)                                   |
| Turnaj mistryň (1–1 D)                           |
| WTA Elite Trophy (0–1 D)                         |
| Premier Mandatory & Premier 5 / WTA 1000 (4–0 D) |
| Premier / WTA 500 (2–1 D)                        |
| International / WTA 250 (11–1 D; 2–0 Č)          |

| Finále podle povrchu  |
| --------------------- |
| tvrdý (11–4 D)        |
| antuka (7–0 D; 2–0 Č) |

### Dvouhra: 22 (18–4)
| Stav       | č.  | datum             | turnaj                             | kategorie      | povrch     | soupeřka ve finále      | výsledek           |
| ---------- | --- | ----------------- | ---------------------------------- | -------------- | ---------- | ----------------------- | ------------------ |
| Vítězka    | 1.  | 28. července 2013 | Baku, Ázerbájdžán                  | International  | tvrdý      | Šachar Pe'erová         | 6–4, 6–4           |
| Vítězka    | 2.  | 27. července 2014 | Baku, Ázerbájdžán (2)              | International  | tvrdý      | Bojana Jovanovská       | 6–1, 7–6(7–2)      |
| Vítězka    | 3.  | 2. května 2015    | Marrakéš, Maroko                   | International  | antuka     | Tímea Babosová          | 7–5, 7–6(7–3)      |
| Vítězka    | 4.  | 6. března 2016    | Kuala Lumpur, Malajsie             | International  | tvrdý      | Eugenie Bouchardová     | 6–7(5–7), 6–4, 7–5 |
| Finalistka | 1.  | 27. srpna 2016    | New Haven, Spojené státy           | Premier        | tvrdý      | Agnieszka Radwańská     | 1–6, 6–7(3–7)      |
| Finalistka | 2.  | 6. listopadu 2016 | Ču-chaj, Čína                      | Elite Trophy   | tvrdý (h)  | Petra Kvitová           | 4–6, 2–6           |
| Vítězka    | 5.  | 5. února 2017     | Tchaj-pej, Tchaj-wan               | International  | tvrdý      | Pcheng Šuaj             | 6–3, 6–2           |
| Vítězka    | 6.  | 25. února 2017    | Dubaj, Spojené arabské emiráty     | Premier 5      | tvrdý      | Caroline Wozniacká      | 6–4, 6–2           |
| Vítězka    | 7.  | 30. dubna 2017    | Istanbul, Turecko                  | International  | antuka     | Elise Mertensová        | 6–2, 6–4           |
| Vítězka    | 8.  | 21. května 2017   | Řím, Itálie                        | Premier 5      | antuka     | Simona Halepová         | 4–6, 7–5, 6–1      |
| Vítězka    | 9.  | 13. srpna 2017    | Toronto, Kanada                    | Premier 5      | tvrdý      | Caroline Wozniacká      | 6–4, 6–0           |
| Vítězka    | 10. | 6. ledna 2018     | Brisbane, Austrálie                | Premier        | tvrdý      | Aljaksandra Sasnovičová | 6–2, 6–1           |
| Vítězka    | 11. | 25. února 2018    | Dubaj, Spojené arabské emiráty (2) | Premier        | tvrdý      | Darja Kasatkinová       | 6–4, 6–0           |
| Vítězka    | 12. | 20. května 2018   | Řím, Itálie (2)                    | Premier 5      | antuka     | Simona Halepová         | 6–0, 6–4           |
| Vítězka    | 13. | 28. října 2018    | Singapur                           | Turnaj mistryň | tvrdý (h)  | Sloane Stephensová      | 3–6, 6–2, 6–2      |
| Finalistka | 3.  | 3. listopadu 2019 | Šen-čen, Čína                      | Turnaj mistryň | tvrdý (h)  | Ashleigh Bartyová       | 4–6, 3–6           |
| Vítězka    | 14. | 8. března 2020    | Monterrey, Mexiko                  | International  | tvrdý      | Marie Bouzková          | 7–5, 4–6, 6–4      |
| Vítězka    | 15. | 26. září 2020     | Štrasburk, Francie                 | International  | antuka     | Jelena Rybakinová       | 6–4, 1–6, 6–2      |
| Vítězka    | 16. | 28. srpna 2021    | Chicago, Spojené státy             | WTA 250        | tvrdý      | Alizé Cornetová         | 7–5, 6–4           |
| Vítězka    | 17. | 27. května 2023   | Štrasburk, Francie (2)             | WTA 250        | antuka     | Anna Blinkovová         | 6–2, 6–3           |
| Finalistka | 4.  | 8. ledna 2024     | Auckland, Nový Zéland              | WTA 250        | tvrdý      | Coco Gauffová           | 7–6(7–4), 3–6, 3–6 |
| Vítězka    | 18. | 20. dubna 2025    | Rouen, Francie                     | WTA 250        | antuka (h) | Olga Danilovićová       | 6–4, 7–6(10–8)     |

### Čtyřhra: 2 (2–0)
| Stav    | č. | datum             | turnaj                | kategorie     | povrch | spoluhráčka       | soupeřky ve finále                  | výsledek         |
| ------- | -- | ----------------- | --------------------- | ------------- | ------ | ----------------- | ----------------------------------- | ---------------- |
| Vítězka | 1. | 20. července 2014 | Istanbul, Turecko     | International | tvrdý  | Misaki Doiová     | Oxana Kalašnikovová Paula Kaniová   | 6–4, 6–0         |
| Vítězka | 2. | 26. července 2015 | Istanbul, Turecko (2) | International | tvrdý  | Darja Gavrilovová | Çağla Büyükakçay Jelena Jankovićová | 5–7, 6–1, [10–4] |

## Finále série WTA 125

### Dvouhra: 1 (1–0)
| Legenda       |
| ------------- |
| WTA 125 (1–0) |

| Stav    | č. | datum              | turnaj      | povrch | soupeřka ve finále | výsledek |
| ------- | -- | ------------------ | ----------- | ------ | ------------------ | -------- |
| Vítězka | 1. | 11. listopadu 2012 | Puné, Indie | tvrdý  | Kimiko Dateová     | 6–2, 6–3 |

## Finále na okruhu ITF
| Dotace turnajů okruhu ITF |
| ------------------------- |
| Turnaje 100 000 $         |
| Turnaje 75 000 $          |
| Turnaje 50 000 $          |
| Turnaje 25 000 $          |
| Turnaje 10 000 $          |

### Dvouhra: 8 (6–2)
| Stav       | č. | datum             | turnaj            | kategorie | povrch | poražená finalistka | výsledek            |
| ---------- | -- | ----------------- | ----------------- | --------- | ------ | ------------------- | ------------------- |
| Finalistka | 1. | 17. května 2010   | Charkov, Ukrajina | 25 000    | antuka | Ljudmyla Kičenoková | 2–6, 6–4, 1–6       |
| Vítězka    | 2. | 16. srpna 2011    | Istanbul, Turecko | 10 000    | tvrdý  | Anja Prislanová     | 6–2, 6–7, 6–0       |
| Vítězka    | 2. | 17. října 2011    | Lagos, Nigérie    | 25 000    | tvrdý  | Donna Vekićová      | 6–4, 6–3            |
| Finalistka | 2. | 26. prosince 2011 | Ťumeň, Rusko      | 50 000    | tvrdý  | Julia Putincevová   | 6–2, 6–4            |
| Vítězka    | 3. | 19. března 2012   | La Marsa, Tunisko | 25 000    | antuka | Isabella Šinikovová | 7–6(7–4), 7–6(7–5)  |
| Vítězka    | 4. | 24. září 2012     | Telavi, Gruzie    | 50 000    | antuka | Lesja Curenková     | 6–1, 6–2            |
| Vítězka    | 5. | 3. února 2013     | Ejlat, Izrael     | 75 000    | tvrdý  | Marta Sirotkinová   | 6–3, 3–6, 7–5       |
| Vítězka    | 6. | 3. srpna 2013     | Doněck, Ukrajina  | 75 000    | tvrdý  | Tímea Babosová      | 3–6, 6–2, 7–6(11–9) |

### Čtyřhra: 5 (2–3)
| Stav       | č. | datum             | turnaj              | kategorie | povrch | spoluhráčka        | poražené finalistky                        | výsledek              |
| ---------- | -- | ----------------- | ------------------- | --------- | ------ | ------------------ | ------------------------------------------ | --------------------- |
| Finalistka | 1. | 25. května 2009   | Charkov, Ukrajina   | 10 000    | antuka | Kateryna Kozlovová | Kateryna Avdijenková Maria Žarkovová       | 7–6(7–3), 3–6, [9–11] |
| Finalistka | 1. | 3. května 2010    | Charkov, Ukrajina   | 25 000    | antuka | Kateryna Kozlovová | Ljudmyla Kičenoková Nadija Kičenoková      | 4–6, 2–6              |
| Vítězka    | 1. | 19. července 2010 | Charkov, Ukrajina   | 25 000    | antuka | Kateryna Kozlovová | Valentina Ivachněnková Aljona Sotnikovová  | 6–3, 7–5              |
| Finalistka | 3. | 18. dubna 2011    | Tessenderlo, Belgie | 25 000    | antuka | Maryna Zanevská    | Anna-Lena Grönefeldová Tatjana Maleková    | 5–7, 3–6              |
| Vítězka    | 2. | 28. ledna 2013    | Ejlat, Izrael       | 75 000    | tvrdý  | Alla Kudrjavcevová | Corinna Dentoniová Aljaksandra Sasnovičová | 6–1, 6–3              |

## Finále soutěží družstev: 1 (0–1)
| Stav       | č. | datum         | soutěž                      | Povrch    | spoluhráč           | soupeři                        | výsledek |
| ---------- | -- | ------------- | --------------------------- | --------- | ------------------- | ------------------------------ | -------- |
| Finalistka | 1. | 9. ledna 2016 | Hopman Cup Perth, Austrálie | tvrdý (h) | Alexandr Dolgopolov | Darja Gavrilovová Nick Kyrgios | 0–2      |

## Finále na juniorském Grand Slamu

### Dvouhra juniorek: 2 (1–1)
| Stav       | rok  | turnaj      | povrch | soupeřka ve finále  | výsledek |
| ---------- | ---- | ----------- | ------ | ------------------- | -------- |
| Vítězka    | 2010 | French Open | antuka | Ons Džabúrová       | 6–2, 7–5 |
| Finalistka | 2012 | Wimbledon   | tráva  | Eugenie Bouchardová | 2–6, 2–6 |

### Čtyřhra juniorek: 1 (0–1)
| Stav       | rok  | turnaj    | povrch | spoluhráčka        | soupeřky ve finále                | výsledek           |
| ---------- | ---- | --------- | ------ | ------------------ | --------------------------------- | ------------------ |
| Finalistka | 2010 | Wimbledon | tráva  | Irina Chromačovová | Tímea Babosová Sloane Stephensová | 7–6(9–7), 2–6, 2–6 |

## Chronologie výsledků na Grand Slamu

### Dvouhra
| Turnaj          | 2011 | 2012    | 2013    | 2014    | 2015    | 2016    | 2017    | 2018    | 2019    | 2020    | 2021    | 2022    | 2023    | 2024    | 2025    | SR     | V–P    |
| --------------- | ---- | ------- | ------- | ------- | ------- | ------- | ------- | ------- | ------- | ------- | ------- | ------- | ------- | ------- | ------- | ------ | ------ |
| Australian Open | A    | A       | 1. kolo | 3. kolo | 3. kolo | 2. kolo | 3. kolo | ČF      | ČF      | 3. kolo | 4. kolo | 3. kolo | A       | 4. kolo | ČF      | 0 / 12 | 29–12  |
| French Open     | Q1   | Q2      | 2. kolo | 2. kolo | ČF      | 4. kolo | ČF      | 3. kolo | 3. kolo | ČF      | 3. kolo | A       | ČF      | 4. kolo | ČF      | 0 / 12 | 33–12  |
| Wimbledon       | A    | Q1      | 1. kolo | 1. kolo | 2. kolo | 2. kolo | 4. kolo | 1. kolo | SF      | NH      | 2. kolo | A       | SF      | ČF      | 3. kolo | 0 / 11 | 22–11  |
| US Open         | A    | 1. kolo | 2. kolo | 1. kolo | 3. kolo | 3. kolo | 4. kolo | 4. kolo | SF      | A       | ČF      | A       | 3. kolo | 3. kolo |         | 0 / 11 | 24–11  |
| výhry–prohry    | 0–0  | 0–1     | 2–4     | 3–4     | 9–4     | 7–4     | 12–4    | 9–4     | 15–4    | 6–2     | 10–4    | 2–1     | 11–3    | 12–4    | 10–3    | 0 / 46 | 108–46 |

| Legenda | Legenda                                   | Legenda | Legenda                     |
| ------- | ----------------------------------------- | ------- | --------------------------- |
| SR      | poměr vyhraných turnajů ku všem odehraným | W–L V–P | výhry–prohry                |
| NH      | daný rok se turnaj nekonal                | A       | turnaje se hráč nezúčastnil |
| 1Q / LQ | prohra v (kole) kvalifikace               | 1k / 1R | prohra v daném kole turnaje |
| QF / ČF | prohra ve čtvrtfinále                     | SF      | prohra v semifinále         |
| F       | prohra ve finále                          | Vítěz   | vítězství v turnaji         |